# Xyza Cruz Bacani
Xyza Cruz Bacani (Bambang, Nueva Vizcaya, 1987) es una fotógrafa filipina inicialmente conocida a raíz del trabajo documental (realizado en blanco y negro) en torno a su propio día a día como empleada doméstica inmigrante en Hong Kong. A partir de conseguir una beca de la Fundación Magnum para realizar un curso de seis semanas en la Universidad de Nueva York, actualmente trabaja como reconocida fotógrafa.

## Biografía
Con 19 años, Cruz abandonó su Filipinas natal siguiendo los pasos de su madre, empleada de hogar en Hong Kong, con la intención de estar cerca de ella y contribuir a la economía familiar mejorando las posibilidades de sus dos hermanos menores. Antes de dejar su ciudad natal ya había estudiado enfermería.
Desde su adolescencia ya sentía un gran interés por la fotografía y una vez en Hong Kong no tardó en conseguir una cámara y documentar su vida diaria en esa urbe China. La primera que consiguió, de lente única, fue gracias a un préstamo que le hizo la propia familia con la que trabajaba.

## Trabajo fotográfico
Tras conocerse la calidad e interés de su trabajo documental y conseguir una beca en la Fundación Magnum en el año 2015 su proyección profesional ha ido en aumento. Actualmente es una fotógrafa profesional a tiempo completo con un especial interés por el enfoque social de la fotografía y predilección por los trabajos documentales sobre la inmigración y las problemáticas del trabajo y los derechos humanos.
Dentro de sus proyectos personales originales en Hong Kong en 2014 cubrió la Revolución de los Paraguas y documentó la vida de otras inmigrantes residentes en la conocida Bethune House de Jordan, Hong Kong.
Hoy en día es una fotógrafa de Fuji enamorada de sua cámaras sin espejo.

## Premios y reconocimientos (selección)
- 2015. Beca de Derechos Humanos de la Fundación Magnum de la Universidad de Nueva York.
- 2016. 100 Mujeres de la BBC
- 2016. Embajadora de Fujifilm
- 2016. 30 de menos de 30 de Asia (Forbes)
- 2016. Pulitzer Center on Crisis Reporting.[9]
- 2017. WMA.[10]
- 2016. Open Society Foundations Moving Walls 24.[11]

## Exposiciones (selección)

### Individuales
- 2014. Consulado de Filipinas en Hong Kong[7]
- 2015. “Tráfico humano en Nueva York”[12]
- 2016-2017. “Modern Slavery”. Manchester[13]